# ANDOS (криптография)
ANDOS (англ. All or Nothing Disclosure Of Secrets) — криптографический протокол «секретной продажи секретов». Пусть продавец S секретов имеет некий список вопросов и выставляет на продажу ответы к любому из них. Предположим, покупатель B хочет купить секрет, но не хочет раскрывать какой именно. Протокол гарантирует, что B получит нужный ему секрет и ничего более, в то время как S не будет знать какой именно секрет получил B.

## Алгоритм
Пусть {\displaystyle s_{1},...,s_{k}} секреты, которым обладает S, каждый из них содержит {\displaystyle n} бит. Для каждого {\displaystyle s_{j}} S публикует описание секрета. Предположим, что покупатели B и C хотят купить секреты {\displaystyle s_{j}} и {\displaystyle s_{j'}}, соответственно. Идея в том, что покупатели имеют индивидуальные односторонние функции и каждый из них оперирует над числами, полученными другим.
Шаг 1. S даёт B и C индивидуальные односторонние функции f и g, но сохраняет обратные к ним для себя.
Шаг 2. B сообщает C (соответственно C — B) {\displaystyle k} случайных {\displaystyle n}-битных чисел {\displaystyle x_{1},...,x_{k}} (соответственно {\displaystyle x_{1'},...,x_{k'}}).
Для {\displaystyle f}, отображающего {\displaystyle n}-разрядные числа в {\displaystyle n}-разрядные числа, и {\displaystyle n}-разрядного числа {\displaystyle x}, скажем, что индекс {\displaystyle i,1\leqslant i\leqslant n} — это Индекс Фиксированного Бита (ИФБ) соответствующего паре {\displaystyle (x,f)}, если {\displaystyle i}-й бит в {\displaystyle x} равен {\displaystyle i}-му биту в {\displaystyle f(x)}.
Ясно, что {\displaystyle i} есть ИФБ соответствующий паре {\displaystyle (x,f)}, если он является ИФБ, соответствующим паре {\displaystyle (f(x),f^{-1})}. Если {\displaystyle f} ведёт себя достаточно произвольно при изменении битов в {\displaystyle x} (как хорошие криптографические функции), то, для случайного {\displaystyle x}, можно грубо оценить, что примерно {\displaystyle {\frac {n}{2}}} индексов являются ИФБ, соответствующими {\displaystyle (x,f).}
Шаг 3. B сообщает C (соответственно C — B) набор ИФБ{\displaystyle _{B}} индексов, соответствующих {\displaystyle (x'_{j},f)(} соответственно набор ИФБ{\displaystyle _{C}} индексов, соответствующих {\displaystyle (x_{j'},g)).}
Шаг 4. B (соответственно C) сообщает S числа {\displaystyle y_{1},...,y_{k}} (соответственно {\displaystyle y_{k'},...,y_{k'}}, где {\displaystyle y_{i}} — результат, полученный заменой каждого бита в {\displaystyle x_{i}}, чей индекс не является ИФБ{\displaystyle _{C}}, ему противоположным (соответственно {\displaystyle y'_{i}} получаются из {\displaystyle x'_{i}} аналогичным образом).
Шаг 5. S сообщает B (соответственно C) числа
Шаг 6. B (соответственно C) может вычислить {\displaystyle s_{j}} (соответственно {\displaystyle s'_{j}}), поскольку известны {\displaystyle x'_{j}=f^{-1}(y'_{j})(} соответственно {\displaystyle x_{j'}=g^{-1}(y_{j'})).}
B и C узнали нужные им секреты. S не узнал ничего об их выборе. Кроме того, ни B, ни C не узнали более одного секрета или выбора друг друга. Сговор между B и C приводит к тому, что они могут узнать все секреты. Сговор между S и кем-либо из покупателей может вскрыть какой секрет хочет другой покупатель.
Итак, основная проблема заключается в сговорах. Однако в случае, если покупателей не меньше трёх, то одного честного покупателя достаточно для того, чтобы сделать невозможным жульничество остальных, благодаря использованию криптографический функций, так как каждый бит последовательности, отправленный покупателям от S сильно зависит от бит предоставленных честным покупателем.
В случае, ели число покупателей {\displaystyle t\geqslant 3} протокол действует абсолютно так же, но каждый покупатель получает {\displaystyle t-1} функцию от продавца наравне с наборами чисел от других покупателей.

## Примеры
- За основу односторонних функций {\displaystyle f} и {\displaystyle g} возьмём RSA.

Выберем {\displaystyle k=8,n=12}. Считаем, что S имеет 8 следующих 12-битных секретов на продажу:
{\displaystyle s_{1}=1990,} {\displaystyle s_{2}=471,} {\displaystyle s_{3}=3860,} {\displaystyle s_{4}=1487,} {\displaystyle s_{5}=2235,} {\displaystyle s_{6}=3751,} {\displaystyle s_{7}=2546,} {\displaystyle s_{8}=4043.}
Шаг 1.
S даёт B и C индивидуальные односторонние функции f и g, основанные на простых числах {\displaystyle p_{1}=83,q_{1}=89} (соответственно {\displaystyle p_{2}=67,q_{2}=41}), модуль {\displaystyle n_{1}=7387} (соответственно {\displaystyle n_{2}=2747}). Открытая и закрытая экспоненты равны {\displaystyle e_{1}=5145,d_{1}=777} (соответственно {\displaystyle e_{2}=1421,d_{2}=2261}).
Шаг 2.
B сообщает C восемь 12-битных чисел {\displaystyle x_{i},1\leqslant i\leqslant 8}: {\displaystyle x_{1}=743,} {\displaystyle x_{2}=1988,} {\displaystyle x_{3}=4001,} {\displaystyle x_{4}=2942,} {\displaystyle x_{5}=3421,} {\displaystyle x_{6}=2210,} {\displaystyle x_{7}=2306,} {\displaystyle x_{8}=912.}
C сообщает B восемь 12-битных чисел {\displaystyle x'_{i},1\leqslant i\leqslant 8}: {\displaystyle x'_{1}=1708,} {\displaystyle x'_{2}=711,} {\displaystyle x'_{3}=1969,} {\displaystyle x'_{4}=3112,} {\displaystyle x'_{5}=4014,} {\displaystyle x'_{6}=2308,} {\displaystyle x'_{7}=2212,} {\displaystyle x'_{8}=222.}
Шаг 3.
Пусть B хочет купить секрет {\displaystyle s_{7}}. Он вычисляет
Сравнивая бинарное представление {\displaystyle x'_{7}} и {\displaystyle f(x'_{7}),}
B сообщает C набор ИФБ{\displaystyle _{B}=\{0,1,4,5,6\}} соответствующих {\displaystyle (x'_{7},f).}
Пусть C хочет купить секрет {\displaystyle s_{2}}. После вычислений, C сообщает B набор ИФБ{\displaystyle _{C}=\{0,1,2,6,9,10\}} соответствующих {\displaystyle (x_{2},g).}
Шаг 4.
B сообщает S числа {\displaystyle y_{i},1\leqslant i\leqslant 8}, где {\displaystyle y_{i}} — результат, полученный заменой каждого бита в {\displaystyle x_{i}}, чей индекс не принадлежит {\displaystyle \{0,1,2,6,9,10\}}, на противоположный, например:
C сообщает S числа {\displaystyle y'_{i},1\leqslant i\leqslant 8}, где {\displaystyle y'_{i}} — результат, полученный заменой каждого бита в {\displaystyle x'_{i}}, чей индекс не принадлежит {\displaystyle \{0,1,4,5,6\}}, на противоположный, например:
Шаг 5.
S сообщает B числа {\displaystyle s_{i}\oplus f^{-1}(y'_{i}),1\leqslant i\leqslant 8(}обратная функция {\displaystyle f^{-1}(y')=y'^{d_{1}}{\pmod {n_{1}}}=y'^{777}{\pmod {7387}})}, например:
S сообщает C числа {\displaystyle s_{i}\oplus g^{-1}(y_{i}),1\leqslant i\leqslant 8(}обратная функция {\displaystyle g^{-1}(y)=y^{d_{2}}{\pmod {n_{2}}}=y^{2261}{\pmod {2747}})}, например.
Шаг 6.
B узнаёт секрет {\displaystyle s_{7}}, побитовым сложение {\displaystyle x'_{7}} и 7-го числа, полученного от S, а именно:
.
Если C хочет купить секрет {\displaystyle s_{2}}, то он вычисляет побитовое сложение {\displaystyle x_{2}} и 2-го числа, полученного от S, а именно:
.